# Дальзер, Ида
Ида Ирэна Дальзер (итал. Ida Dalser, 20 января 1880, Тренто — 11 декабря 1937, Венеция) — любовница и первая жена лидера итальянского фашизма Бенито Муссолини.

## Биография
Ида Дальзер родилась в деревне Сопрамонте, близ Тренто, столицы этнически итальянской Трентской области, в то время входившая в состав Австро-Венгерской Империи. Будучи дочерью мэра деревни, она была направлена в Париж на работу в косметической медицине, а когда вернулась, то переехала в Милан, где открыла французский салон красоты.

## Брак и материнство
Неясно, встретилась ли впервые Ида Дальзер с молодым Бенито Муссолини в Тренто (где он нашел свою первую работу в качестве журналиста в 1909 г.) или в Милане (куда он переехал вскоре после этого). Согласно некоторым источникам, они поженились в 1914 году, а 11 ноября 1915 года она родила ему первого ребенка Бенито Альбино Муссолини. Тем не менее, записи об этом предполагаемом вступлении в брак не найдены.

## Отчуждение и начало правового спора
Причины расставания Муссолини и Дальзер во время между их предполагаемым вступлением в брак и рождением сына остаются неясными, хотя его роман с другой женщиной, Ракеле Гуиди, возможно, и сыграл свою роль. Когда началась Первая мировая война, Муссолини решил жениться. 17 декабря 1915 года, в стационаре больницы Тревиглайо, Ломбардия, Муссолини женился на Ракеле Гуиди. Когда об этом стало известно Иде Дальзер, начался юридический спор между ней и новой парой.
Сразу же после своего второго брака, Муссолини оставил Италию и уехал воевать на полях Первой мировой войны. Пока он находился на службе, Королевство Италия регулярно выплачивало Дальзер военную пенсию, а когда Муссолини был ранен она получила от пришедшего карабинера уведомление о том, что её муж был ранен в бою.

## Преследования и смерть
В 1917 году Муссолини вернулся с войны, полностью изменил свои политические взгляды, отказавшись от идей социализма, и основал фашизм. Его политическая карьера стремительно развивалась: в 1919 году он создал Итальянский союз борьбы, который в 1921 году стал Национальной фашистской партией, в последний год он также был избран в парламент. В 1922 в ходе марша на Рим Муссолини получил власть и стал диктатором, официально признанным правившей в то время Савойской династией.
Когда Муссолини пришел к власти, Ида Дальзер и её сын были помещены под наблюдение полиции, а бумаги, доказывавшие их отношения с Муссолини, были найдены и уничтожены государственными органами. Позднее Дальзер была помещена в психиатрическую больницу, а затем переведена в больницу в Венеции, где она умерла в 1937 году. Причиной смерти было указано кровоизлияние в мозг.

## Судьба Бенито Альбино
Бенито Альбино Муссолини был похищен агентами правительства. Ему сообщили, что его мать умерла и запретили говорить о том, что дуче его отец. Бенито Альбино был усыновлён как сирота бывшим шефом полиции в родной деревне матери. Первоначальное образование он получил в колледже в Милане, затем поступил в итальянские ВМС, но всегда оставался под пристальным наблюдением фашистского правительства. Он упорно заявлял, что его отцом является Бенито Муссолини. В конечном итоге его поместили в психиатрическую больницу в провинции Милан, где он и умер в 1942 году, в возрасте 27 лет.
Романо Муссолини, единокровный брат Бенито Альбино, в своей книге «Дуче, мой отец» написал, что дуче в конце концов признал своё отцовство.

## Открытие фактов и фильм о жизни Дальзер
История о первом браке Бенито Муссолини в период фашистского правления в Италии была неизвестна, таковой она оставалась и позже. Факт был обнаружен итальянским журналистом Марко Зени и обнародован в телевизионном документальном фильме, а также двух написанных им книгах.
«Побеждать», биографический фильм о жизни Дальзер, был показан в 2009 году на Каннском кинофестивале.